# Mariantonia Samà
Mariantonia Samà (2. března 1875, Sant'Andrea Apostolo dello Ionio – 27. května 1953, tamtéž) byla italská římská katolička. Katolická církev ji uctívá jako blahoslavenou.

## Život
Narodila se dne 2. března 1875 v obci Sant'Andrea Apostolo dello Ionio jako jediné dítě Brunu Samàovi a Marianně Vivino. Pokřtěna byla 3. března téhož roku na místní faře. Roku 1882 přijala své první svaté přijímání a svátost biřmování Otec zemřel ještě před jejím narozením dne 20. června 1874. Dětství strávila v chudých poměrech pouze s matkou, se kterou si vybudovala blízký vztah. Matka ji naučila zbožnosti, kdy s ní pravidelně docházela na mši svatou, kvůli chudobě v chatrném oblečení a bez bot za jakéhokoli počasí. V dětství vodila mulu s pšenicí do mlýna a s pytli mouky zpět do vesnice, za což dostávala jednou týdně bochník chleba pro sebe a svou matku.

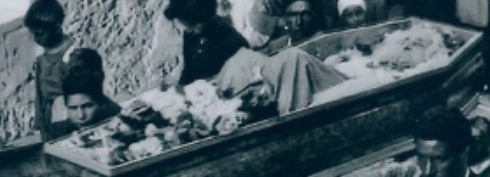
Její pohřeb (29. května 1953)

Roku 1886 šla se svou matkou a některými příbuznými k řece Saluro za účelem praní prádla. Při zpáteční cestě se napila nejspíše kontaminované vody z kaluže, která se jí zdála být čistá. Doma však začala trpět nehybností a nekontrolovatelnými křečemi. Tyto zdravotní problémy ani po delší době neustávali. Kvůli silným křečím a někdy nesmyslným větám, které vyslovovala se někteří začali domnívat, že je posedlá zlými duchy. Jelikož modlitby a pokusy o léčbu nezabíraly, zorganizovala místní baronka Enrichetta Scoppa, která se o problému dozvěděla v červnu roku 1894 její převoz do kartuziánského kláštera na exorcismus. Převoz byl náročný, jelikož musila být díky silným křečím zavřená v dřevěné bedně.
V klášteře pak započal obřad exorcismu, který se však zdál být neúspěšný. Poté byl na přání převora kláštera přinesen relikviář s lebkou sv. Bruna Velikého. Po modlitbě před vystavenou relikvií křeče náhle ustaly. Již zdravá se pak vrátila domů.
Roku 1896 však začala trpět artritidou. Nemoc se zhoršovala a postupně byla doživotně upoutána na lůžko, kdy se obtížně pohybovala a nohama se téměř nemohla hýbat. Dne 24. února 1920 jí zemřela matka, která se o ni před tím starala. Poté se o ni starali lidé z okolí, kdy někteří jí pomáhali doma a jiní jí nakupovali. Ze skromnosti odmítla vyšetření lékaře, který by jí pomohl s bolestivými místy na těle. Kromě nejpotřebnějších věcí také odmítala všechny dary, nebo je následně dávala chudým.
Často v modlitbě zírala na kříž, pověšený na stěně naproti její posteli. Místní farář jí každé ráno, odpoledne a večer přinášel eucharistii. Díky její pověsti k ní chodilo mnoho lidí s prosbou o radu a duchovní rozhovor. S návštěvníky se poté modlívala růženec.
Později se o ni staraly členky řeholní kongregace Sester Nejsvětějšího Srdce Ježíšova a Svatých Andělů, která v oblasti začala působit. Na její přání jí sestry z kongregace oblékly tmavý hábit a závoj, jaký nosívají řeholnice, i když se řeholnicí doopravdy nestala. Roku 1915 složila se souhlasem svého zpovědníka a zároveň místního faráře soukromé sliby čistoty. V té době ji také navštěvovali redemptoristé, kteří v oblasti začali taktéž působit.
Zemřela dne 27. května 1953 ráno ve svém rodném Sant'Andrea Apostolo dello Ionio. Její ostatky byly oblečeny do býlích šatů, dány do otevřené rakve a neseny průvodem po vesnici. Pohřeb se pak konal 29. května téhož roku.

## Úcta
Její beatifikační proces započal dne 29. září 2007, čímž obdržela titul služebnice Boží. Dne 18. prosince 2017 ji papež František podepsáním dekretu o jejích hrdinských ctnostech prohlásil za ctihodnou. Dne 10. července 2020 byl uznán zázrak na její přímluvu, potřebný pro její blahořečení.
Blahořečena pak byla spolu s další italskou laičkou Gaetanou Tolomeo dne 3. října 2021 v bazilice Neposkvrněného Početí v Catanzaru. Obřadu předsedal jménem papeže Františka kardinál Marcello Semeraro.
Její památka je připomínána 27. května. Bývá zobrazována ležící ve své posely.